# Enclos Fouqué

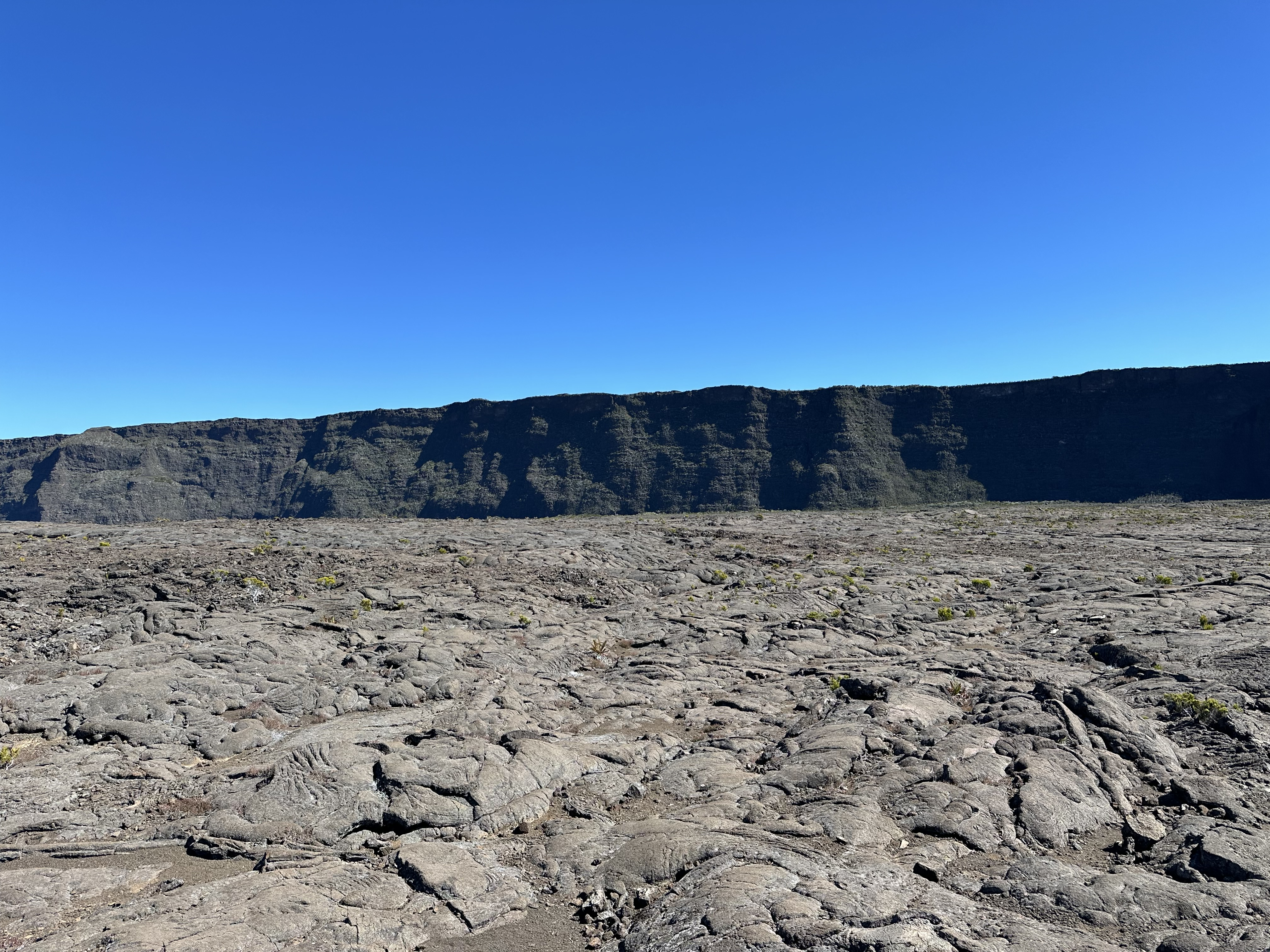
Enclose Fouqué, 2024

Karte des Gebiets

Als Enclos Fouqué wird der Boden der jüngsten Caldera des Vulkans Piton de la Fournaise bezeichnet.
Der Vulkan befindet sich im südlichen Teil der im Indischen Ozean gelegenen Insel Réunion.
Die Enclos Fouqué ist eine Einsturzcaldera. Sie wird im Süden, Westen und Norden von den Felswänden Rempart du Tremblet, Rempart de Bellecombe und Rempart de Bois Blanc begrenzt. Nach Osten, zum Indischen Ozean hin, ist die Enclos Foqué offen, so dass ihre Form letztlich an ein Hufeisen erinnert. In Nord-Süd-Richtung ist sie 8 Kilometer breit, in West-Ost-Richtung misst sie etwa 13 Kilometer. Der zum Ozean abfallende Bereich heißt Grand Brûlé, dort treten häufiger Spalteneruptionen auf. Über dieses Gebiet fließt bei Ausbrüchen die Lava in Richtung Ozean ab. Benannt wurde die Enclose Foqué nach dem französischen Geologen Ferdinand André Fouqué.
Innerhalb der weitgehend kahlen Enclos Fouqué befinden sich mehrere Krater des Vulkans, so vor allem der aktuelle Hauptkrater Dolomieu aber auch der kleinere Krater Bory und der historische Formica Leo. Bis 2018 befand sich hier auch die Grotte Chapelle de Rosemont. In die Enclos Fouqué führt ein über den Pas de Bellecombe-Jacob geführter Wanderweg, der sich innerhalb der Caldera verzweigt und zu unterschiedlichen Kratern führt. Die Wege sind dabei nur mittels in dichtem Abstand gesetzten weißen Punkten markiert. 
Der nördliche Teil der Enclos Fouqué gehört zur Gemeinde Sainte Rose, der südliche zu Saint-Philippe.